# 小行星7336
小行星7336（英語：7336 Saunders）是一颗围绕太阳公转的小行星。1989年9月6日，埃莉諾·赫琳在帕洛马山发现了此天体。
这颗小行星的绝对星等为181.1376990557916等。